# Fabia Mendoza
Fabia Mendoza (* 24. Oktober 1986 in Berlin-Neukölln) ist eine deutsche Filmregisseurin und Künstlerin. Sie lebt und arbeitet in Sizilien und Berlin.

## Werke
Bekannt wurde sie durch ihre musikalische und politische Dokumentation The White House über die Kunstaktion The Rosa Parks House ihres Mannes Ryan Mendoza und Rosa Parks Nichte Rhea McCauley mit The Last Poets, Thomas Hearns, Underground Resistance und Rose McGowan.
Gemeinsam mit ihrem Mann organisiert sie Performancekunst oftmals mit politischen Aussagen. 2012, im achten Monat schwanger, organisierten sie eine Performance, um ihre Solidarität mit der russischen Punk-Band Pussy Riot bekannt zu geben. Sie wurden daraufhin in Neapel festgenommen.
2019 wurde Fabias Kurzfilm A New Face For Washington in Bezug auf die Diskussion um den Abriss der Statuen der US-Südstaaten Generäle auf der 13. Havanna Biennale gezeigt. Darin zerschmettert eine junge Afroamerikanerin aus Detroit die George-Washington-Keramikskulptur ihres Mannes mit einem Baseballschläger.
Ihre Fotografien wurden unter anderem in i-D und Architectural Digest veröffentlicht.

## Auszeichnungen
2018: Beverly Hills Filmfestival für The White House Documentary